# Eriachne avenacea
Eriachne avenacea är en gräsart som beskrevs av Robert Brown. Eriachne avenacea ingår i släktet Eriachne och familjen gräs. Inga underarter finns listade i Catalogue of Life.